# Melanolamia melaleuca
Melanolamia melaleuca är en skalbaggsart som först beskrevs av Jordan 1903.  Melanolamia melaleuca ingår i släktet Melanolamia och familjen långhorningar.
Artens utbredningsområde är Gabon. Inga underarter finns listade i Catalogue of Life.